# Austria (Personifikation)

Personifikation der friedfertigen Austria, aus der Werkstatt von Moritz von Schwind 1867

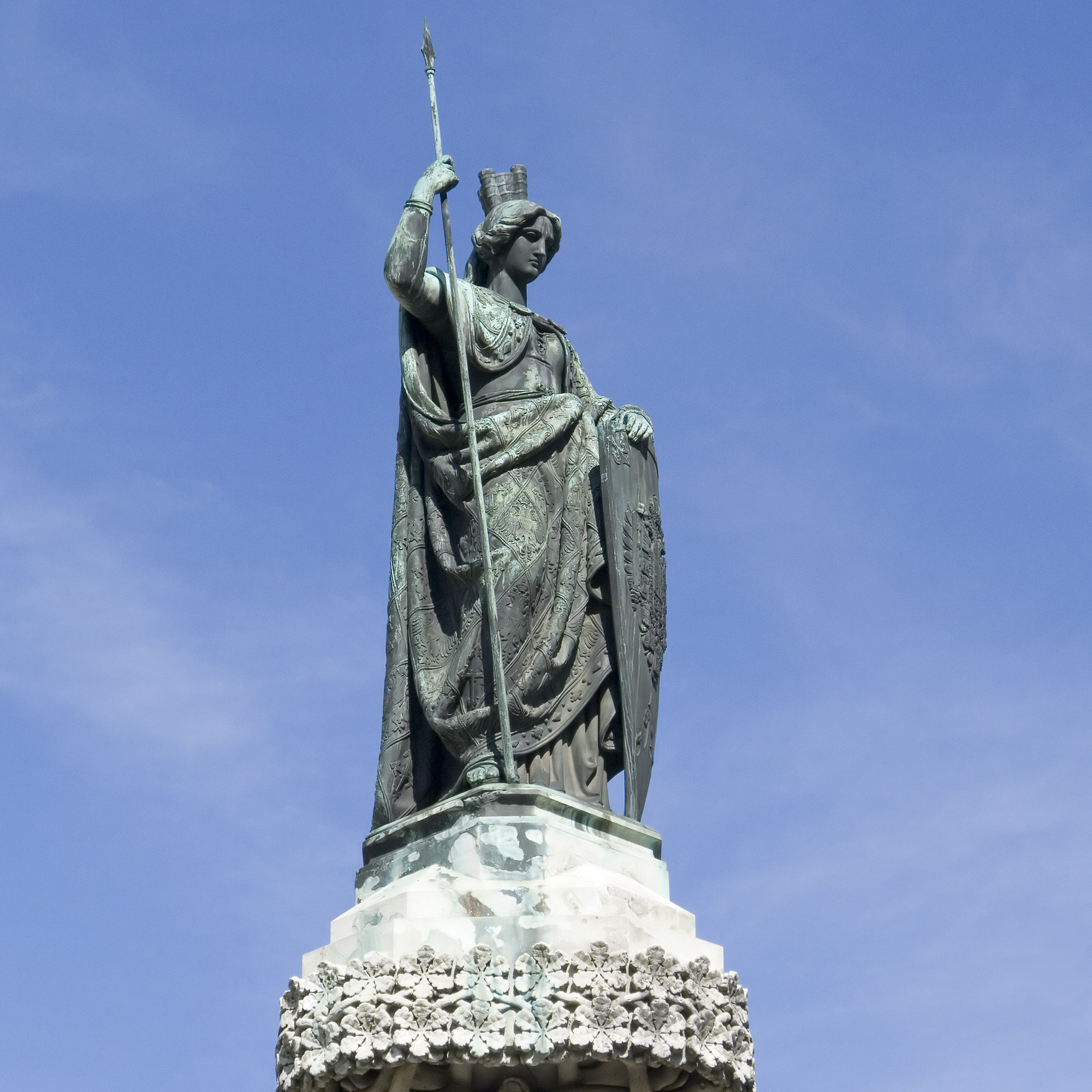
Die Austria auf dem Austriabrunnen in Wien

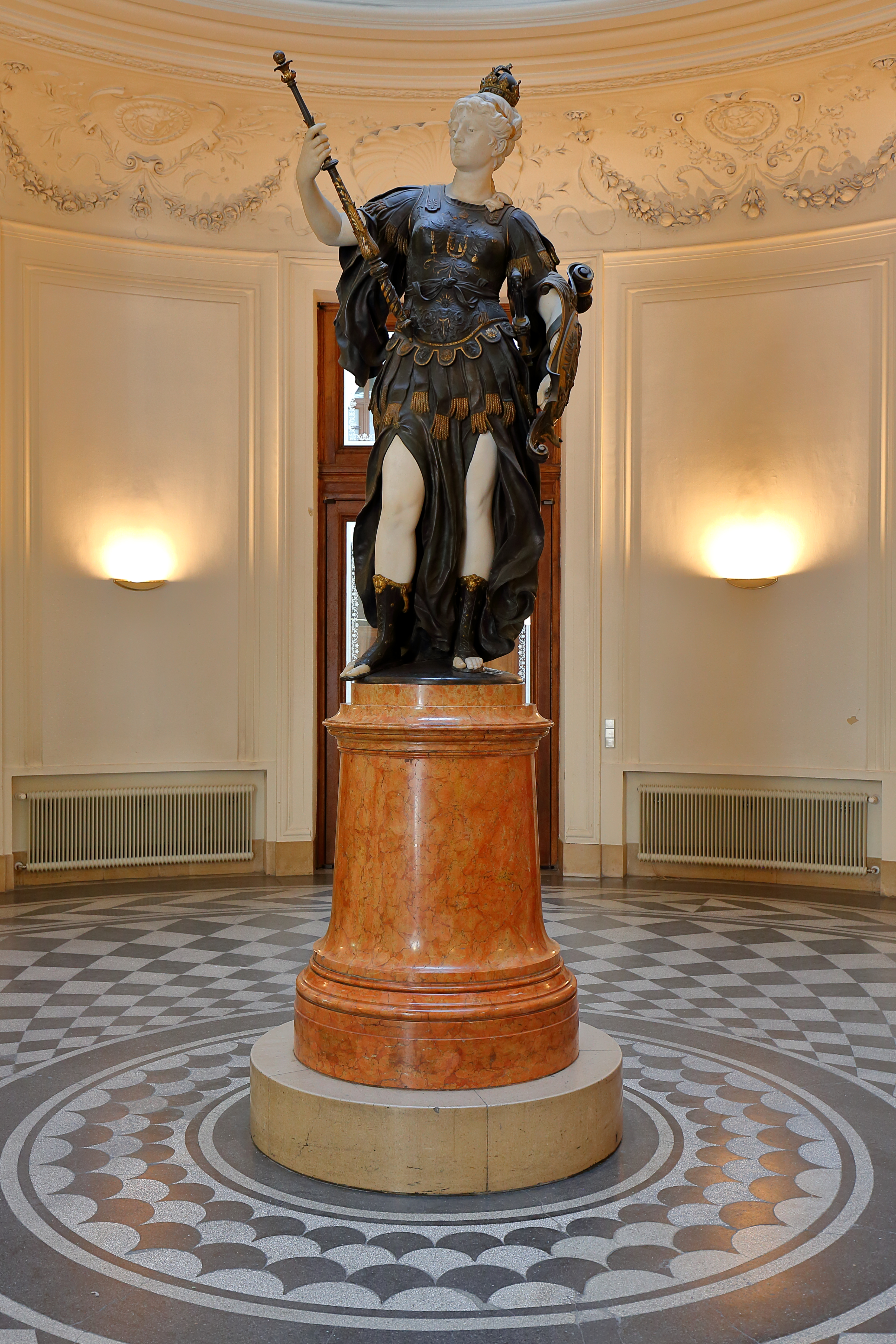
Die Allegorie „Austria“ in der ehemaligen Länderbankzentrale in der Hohenstaufengasse 3 in Wien; ein Werk von Johannes Benk aus dem Jahr 1883

Die Figur der Austria galt in der Habsburgermonarchie als Personifikation des Vielvölkerstaates Österreich. Später wurde sie zur Allegorie für den österreichischen Nationalstaat. Ihr Name entspricht der lateinischen Bezeichnung für Österreich.

## Bedeutung zur Zeit der Monarchie
Die Verkörperung des k. k. Österreich durch eine Frauenfigur wurde vor allem zur Mitte des 19. Jahrhunderts häufig als künstlerisches Motiv verwendet. Es entstanden mehrere Statuen und Bilder der Allegorie. Bekannt wurde unter anderem der Austriabrunnen auf der Freyung im Stadtzentrum Wiens. Auch für zahlreiche Gebäude, die damals in Wien entstanden, wie das Parlamentsgebäude oder die Staatsoper, wurden Austria-Statuen entworfen und hergestellt. Ursprünglich war etwa vor dem Parlamentsgebäude eine Darstellung der Austria geplant, diese Idee wurde jedoch zu Gunsten der für die Vielvölkermonarchie neutraleren Pallas Athene verworfen.
Das Wortpaar „Felix Austria“ ist ursprünglich auf die Dynastie der Habsburger, das so genannte Haus Österreich, gemünzt. Man schrieb ihnen Außenpolitik nach dem seit dem 17. Jahrhundert belegten Motto Bella gerant alii, tu, felix Austria, nube! („Andere mögen Kriege führen, du, glückliches Österreich, heirate!“) zu und meinte die Heiratspolitik der Habsburger, die unter Schonung von Ressourcen ebenso zu Machtgewinn führte wie die von anderen Monarchen geführten Kriege. Später wurde Felix Austria mit der angenommenen glücklichen Lebensart der Völker Altösterreichs in Verbindung gebracht.

## Bedeutungswandel nach 1918
Nach 1918 wurde die Allegorie nur für die Republik Österreich weiter genutzt. Sie findet sich etwa auf Entwürfen für Schillingnoten, die aber nicht gedruckt wurden. Die Austria setzte sich im republikanischen Österreich jedoch nicht als Identifikationssymbol durch.
Erich Kästner thematisierte den österreichischen Opfermythos in einem Spottlied, in dem er die Nationalallegorie Austria singen ließ:

„Ich habe mich zwar hingegeben, doch nur weil ich gemußt.
Geschrien habe ich nur aus Angst und nicht aus Liebe und Lust.
Und daß der Hitler ein Nazi war – das habe ich nicht gewußt!“

Der Zeichner Erich Sokol griff in den 1960er Jahren für Karikaturen in der Wiener Arbeiter-Zeitung auf die das Land darstellende Austria zurück: mit einer bitterbösen Austria mit Hitlerbärtchen und Neonaziarmbinde oder mit Miß Austria als schlanker junger Dame oder als spielendem Kind.
Sie ist außerdem auf der 2 € Sondermünze zum 100. Jahrestag der Republik Österreich abgebildet.